# Johan Ernst van Saksen-Eisenach
Johan Ernst van Saksen-Eisenach (Gotha, 9 juli 1566 - Eisenach, 23 oktober 1638) was van 1572 tot 1596 hertog van Saksen-Coburg-Eisenach, van 1596 tot aan zijn dood hertog van Saksen-Eisenach en van 1633 tot aan zijn dood hertog van Saksen-Coburg. Hij behoorde tot de Ernestijnse linie van het huis Wettin.

## Levensloop
Johan Ernst was de vierde en jongste zoon van hertog Johan Frederik II van Saksen uit diens tweede huwelijk met Elisabeth, dochter van keurvorst Frederik III van de Palts.
In 1566 werd zijn vader afgezet als hertog van Saksen, waarna hij de rest van zijn leven in keizerlijke gevangenschap bleef. Johan Ernst en zijn broers werden vervolgens onder de voogdij geplaatst van hun oom Johan Willem van Saksen-Weimar, die van keizer Maximiliaan II ook voormalige gebieden van Johan Frederik kreeg toegewezen. Later viel ook Johan Willem in de ongunst van de keizer. In 1572 confisqueerde Maximiliaan II de vroegere gebieden van Johan Frederik en schonk hij ze aan Johan Ernst en zijn broer Johan Casimir. De gebieden waarover ze regeerden stonden bekend als het hertogdom Saksen-Coburg-Eisenach. Zolang beide broers minderjarig waren, werden deze gebieden geregeerd door drie regenten: hun grootvader langs moederskant Frederik III van de Palts, keurvorst Johan George van Brandenburg en keurvorst August van Saksen.
In 1578 gingen Johan Ernst en Johan Casimir studeren aan de Universiteit van Leipzig. Toen Johan Casimir in 1586 huwde met Anna van Saksen, werden beide broers volwassen verklaard en begonnen ze zelfstandig te regeren over Saksen-Coburg-Eisenach. Tien jaar later, in 1596, beslisten de broers om Saksen-Coburg-Eisenach onderling te verdelen: Johan Ernst kreeg het zelfstandige hertogdom Saksen-Eisenach, terwijl Johan Casimir Saksen-Coburg behield. Johan Ernst ging onmiddellijk resideren in de stad Eisenach, nadat hij vanaf 1587 in Marksuhl had gewoond. In Eisenach liet hij zijn eigen slot bouwen.
In 1598 stichtte Johan Ernst in Saksen-Eisenach een eigen landsregering en parlement. In 1633 kwam hij eveneens in het bezit van het hertogdom Saksen-Coburg, nadat zijn oudere broer Johan Casimir zonder nakomelingen was overleden. Vanaf dan regeerde hij in een personele unie over beide hertogdommen. 
In oktober 1638 overleed Johan Ernst op 72-jarige leeftijd, zonder overlevende nakomelingen na te laten. Met zijn dood stierf de oudere linie Saksen-Coburg-Eisenach van het huis Wettin uit. Zijn gebieden werden verdeeld tussen hertog Willem van Saksen-Weimar en hertog Johan Filips van Saksen-Altenburg.

## Huwelijken en nakomelingen
Op 23 november 1591 huwde Johan Ernst in Wiener Neustadt met Elisabeth (1565-1596), dochter van graaf Johan van Mansfeld-Hinterort. Ze kregen een zoon:
- Johan Frederik (1596)

Op 14 mei 1598 hertrouwde hij in Rotenburg met Christina (1578-1658), dochter van hertog Willem IV van Hessen-Kassel